# محمد إبراهيم الشبكي
محمد إبراهيم علي عيسى الشبكي، سياسي، واعلامي، عراقي، وهو ممثل القومية الشبكية (الشبك) في مجلس النواب العراقي.

## النشأة والدراسة
ولد محمد إبراهيم في شهر كانون الثاني/يناير 1981 في محافظة نينوى شمال العراق، وأكمل تعليمه الأولي في مدارس الموصل، وهو حاصل على شهادة بكالوريوس إدارة واقتصاد من قسم إدارة الأعمال من جامعة الموصل.

## المناصب
شغل منصب نائب الامين العام لتجمع الشبك الديمقراطي. وهو عضو نقابة الصحفيين العراقيين وسكرتير تحرير جريدة اليقين. وعضو في مجلس الأقليات العراقية. وعضو الهيئة الإدارية لتحالف الأقليات العراقية. وشغل منصب عضو في مجلس النواب العراقي للفترة 2018- 2021، خلفاً للدكتور حنين القدو بعد وفاتهِ. وهو ممثل القومية الشبكية (الشبك) في مجلس النواب العراقي.

## مؤهلاته العلمية
- عضو نقابة الصحفيين العراقيين منذ عام 2010
- سكرتير تحرير جريدة اليقين[5]
- عضو مجلس الأقليات العراقية[6][7]
- عضو الهيئة الإدارية لتحالف الأقليات العراقية لدورتين.
- دورة اعداد الباحثين العراقيين – المعهد العراقي للدراسات الاستراتيجية، بيروت 2007
- منتدى شباب الفكر العربي السابع– مؤسسة الفكر العربي، البحرين 2008
- ورشة عمل خاصة (بالحكم الرشيد) برعاية منظمة السلام العراقية بغداد سنة 2008.
- دورة بناء جسور عن طريق التكنولوجيا بغداد، سنة 2009.
- منتدى تفعيل دور الأقليات في كتابة الدستور الذي أقامه برنامج المجتمع المدني العراقي بالتعاون مع مجلس الأقليات العراقية، سنة 2004
- دورة تدريبية حول المدافعة عن حقوق الإنسان التي أقامتها مجلس الأقليات العراقية بغداد، سنة 2006
- كاتب في مؤسسة النور للثقافة والاعلام [8]